# Dearly (アルバム)
『Dearly』（ディアリー）は、日本のヴィジュアル系ロックバンド・Janne Da Arcが1998年4月17日にINFINITE LABELから発売したインディーズ1枚目のミニアルバムである。
2000年3月8日にはmotorodから再発売された。

## 内容
現メンバーになって約2年後に制作された初のミニアルバム。インディーズ期に制作された7曲が収録されている。

## 収録曲
1. Dearly [0:51]
  - 作曲・編曲：YASU
  - 今作の表題曲であり、オーバーチュア。
2. Fantasia [5:37]
  - 作詞・作曲：YASU
編曲：YASU、Janne Da Arc
3. Judgement 死神のkiss [5:59]
  - 作詞：YASU
作曲：YOU
編曲：YOU、Janne Da Arc
4. More Deep [4:40]
  - 作詞：YASU
作曲：KIYO
編曲：KIYO、Janne Da Arc
5. So Blew [5:32]
  - 作詞：YASU
作曲：KA-YU
編曲：KA-YU、Janne Da Arc
6. Confusion [5:02]
  - 作詞・作曲：YASU
編曲：YASU、Janne Da Arc
7. Speed [3:20]
  - 作詞：YASU
作曲：KA-YU
編曲：KIYO、Janne Da Arc
8. 闇の月をあなたに… [6:14]
  - 作詞：YASU
作曲：KA-YU
編曲：KIYO、Janne Da Arc

## 参加ミュージシャン
Janne Da Arc
- YASU：Vocal
- YOU：Guitar
- KA-YU：Bass
- KIYO：Keyboard
- SHUJI：Drum